# 박승임
박승임(朴承任, 1517년 ~ 1586년)은 조선 명종, 선조 때의 문신, 학자이다. 본관은 반남, 자는 중보(重甫), 호는 소고(嘯皐)이다. 퇴계 이황의 문인이자 수제자였다.
권신들의 발호에 관직에 나가지 않고 학문 연구에만 진력하다가 윤원형 등이 물러난 뒤에 관직에 나갔다. 또한 이황의 학풍을 후학에게 전달하는데 힘을 기울여 퇴계 학파 형성에 크게 기여하였다. 그의 제자들은 남인과 일부 북인에 가담하였다.

## 생애

### 생애 초반
제1차, 제2차 왕자의 난 때 태종 이방원을 도운 공로로 좌명공신(佐命功臣)이 된 박은의 5대손이다. 아버지 박형은 원래 안동 출신으로, 진사시에 합격하여 성균관에서 수학하였으며 뒤에 안동을 떠나 처가가 있던 영천(榮川)으로 이주해서 살게 됐다. 어머니는 영천 지역의 명문가인 예안김씨 출신으로, 김만일(金萬鎰)의 딸이다. 박승임은 7형제 중 여섯째 아들로 태어났다.
7세 무렵에 조부와 부친에게서 사략(史略)을 배웠고, 9세 때에는 복희의 팔괘(八卦)를 배운 뒤 홀로 후미진 곳에 들어앉아 직접 64괘와 효사(爻辭)를 그리며 음양의 변화를 스스로 독학하였다. 12세 무렵에는 『대학』과 『논어』를 읽기 시작하여 독파하였으며, 14세에 향시(鄕試)에 응시하려 하였지만 아버지의 만류로 그만두고 학문에 전념하였다.
기송과 독서에 능했던 그는 15세에는 서전(書傳)을 독파하였고, 16세부터는 정자(程子)와 주자(朱子)의 저술들을 스스로 연구하며 독파하며 도학(道學)의 정수를 깨우쳐 나가기 시작하였다. 그리고 서재의 벽에는 ｢동명(東銘)｣과 ｢서명(西銘)｣을 붙여놓고서 항시 사람이 있을 때나 없을 때 스스로 마음들 다스렸다. 그 뒤 의문나는 것이 많아지자 박승임은 1537년(중종 32) 21세에 이황을 찾아가, 그의 문하에서 학문을 배우기 시작했다.
이황의 제자가 된 박승임은 특히 주역(周易)과 예기(禮記), 그리고 주자서(朱子書) 등 경전의 학습과 이해에 전력을 기울였다. 그리고 강의가 끝난 뒤에도 의심 가는 곳이 있으면 빠짐없이 기록하여 퇴계를 찾아가 해석, 가르침을 받으며 학문을 숙성시켰다. 또한 스승 이황 외에도 농암 이현보와 회재 이언적, 충재 권벌 등 인근의 이름난 성리학 학자들을 찾아가 배움을 청하고 시세(時勢)에 관한 의견을 나누기도 하였다.

### 과거 급제 이후
1540년에 문과에 급제한 후에 이조 좌랑, 사간원 정언, 현풍 현감, 진주 목사, 황해도 관찰사 등을 엮임하였다. 명종의 외숙이며 권신인 윤원형의 전횡이 심할 때 관직에서 물러난 후에 후학 양성에 전념하여 퇴계의 학풍을 후대에 계승하였으며, 여러번 불렀는데도 고사하였다. 그 뒤 을사사화 직후인 1547년(명종 2) 고향으로 돌아와 이황을 모시고, 의례(儀禮)와 주자대전(朱子大全)을 강독하며 다시 그의 가르침을 받았는데, 이때 이황으로부터 학문적 능력을 크게 인정받았다.
1558년(명종 13) 풍기 군수에 제수된 박승임은 기쁜 마음으로 풍기에 부임하여 백성들의 조세 부담을 경감해 주어 민생을 안정시키고, 소수서원에 자주 들러 유생들과 강학하며 회헌(晦軒) 안향의 영정을 새로 제작하는 등 치적을 남기고 5년 만에 물러났다. 그리고 다시 고향으로 돌아가 학문에 힘쓰며 취향정(翠香亭)과 동리서재(東里書齋)·소고대(嘯皐臺) 등을 짓고 은자(隱者)로서의 삶을 살아갔다.

### 관료 생활
1565년(명종 20) 문정왕후가 죽고, 윤원형, 이량 등이 제거되자 다시 조정에 나아간 박승임은 이후 병조 참지와 승정원 동부승지를 거쳐 진주 목사로 부임하게 되었다. 그곳에서 고을의 부로(父老)들을 모아 향음주례(鄕飮酒禮)를 행하고 향약을 실시하며 백성들의 교화에 힘을 기울였다. 1568년(선조 1) 병으로 사직, 벼슬에서 물러나 낙향했으나 1568년 특명으로 중국 명나라에 파견되는 사절단의 동지부사(冬至副使)에 임명되어 연경에 다녀왔다.
박승임은 1570년(선조 3) 승정원 좌승지에 오른 뒤 을사사화의 거짓 공훈을 없앨 것을 청하는 상소를 올리며 명종 연간의 권신들과 척신들의 잘못을 바로잡아야 한다고 간하였다. 이후 권신, 척신들의 비난 여론에 직면했으나 왕이 듣지 않았다. 병조 참의와 장례원 판결사(掌隷院判決事)를 거쳐 1571년(선조 4) 황해도 관찰사로 부임하였다가 다시 내직으로 돌아와 홍문관 부제학과 도승지를 지냈다.
1574년(선조 7) 경주 부윤으로 발령되었고 이후 1577년(선조 10) 강화 부사, 1578년(선조 11) 여주 목사 등으로 부임했다. 지방관을 역임하는 동안, 박승임은 세금을 가벼이 하고 진휼을 실시하여 민폐를 제거하였다. 한편 모재 김안국 제향한 기천서원(沂川書院)을 건립하는 등 민생의 안정과 교화의 보급에 커다란 공로를 세웠다. 이때 어사(御史)로 파견된 정이주(鄭以周)는 그의 치적을 조사하여 박승임의 치적이 가장 뛰어나다는 ‘치행제일(治行第一)’이라는 보고서를 올렸고, 선조는 박승임의 공로를 치하하여 특별히 옷을 하사하였다. 이듬해 박승임이 관직을 버리고 귀향하려 하자 백성들은 그가 가는 길을 막고서 눈물을 흘리며 전송하였다고 한다.
이후 박승임은 춘천 부사와 병조 참의·공조 참의 등의 요직을 거쳐 1583년(선조 16) 사간원 대사간에 올랐다.
대사간 재직 중 서인의 영수이던 이이와 박순의 당론을 비난하는 상소를 올렸다가 창원 부사(昌原府使)로 좌천당하였다.

### 사후
만년에 장남 박어와 셋째 아들 박조를 잃었다. 1585년(선조 18) 관직에서 물러나 고향으로 낙향한 뒤 1586년 병을 얻어 세상을 떠났다. 당시 나이 70세였다. 사후 경상도 영주의 구강서원, 영주 향현사(鄕賢祠) 등에 배향되었다.
그의 제자들은 대체로 동인에 속했으며, 남북 분당 이후에도 남인과 북인 일부는 그의 학맥을 계승한 문하생들이었다.

## 가족 관계
박승임은 7형제 가운데 6남이었는데, 맏형 괴헌(槐軒) 박승문은 훈도(訓導)를 지냈고, 둘째형 박승건은 생원(生員)이었다. 셋째형 인암(忍菴) 박승간은 1600년(선조 33) 박승임과 함께 문과에 급제하여 홍문관과 예문관, 사간원 등 주요 관직에 올랐다. 넷째형 박승준은 진사(進士)를 지냈다. 또한 김굉필(金宏弼)의 문인이었던 야천(冶川) 박소(朴紹)는 박승임의 6촌 형이었다.
- 고조부 : 박규(朴葵, 음직(蔭職)으로 황해도·평안도·경상도의 관찰사 역임)
  - 증조부 : 박병균(朴秉鈞, 사온서령(司醞署令))
    - 할아버지 : 박숙(朴䃦), 충의위(忠義衛) 부사직(副司直)
      - 아버지 : 박형(朴珩), 성균관 진사
      - 어머니 : 예안(禮安) 김씨(金氏) - 김만일(金萬鎰)의 딸
        - 형 : 박승문(朴承文)
        - 형 : 박승건(朴承健)
        - 형 : 박승간(朴承侃)
        - 형 : 박승준(朴承俊)
        - 본인 : 박승임
        - 부인 : 예천(醴泉) 권씨(權氏) - 권오기(權五紀)의 딸
          - 장남 : 박어(朴漁)
          - 차남 : 박록(朴漉), 의금부 도사(義禁府都事)
          - 삼남 : 박조(朴澡) - 진사였는데, 박승임보다 1년 앞서 세상을 떠났다.
          - 장녀 : 반남(潘南) 박씨(朴氏)
          - 사위 : 이복원(李復元), 충의위(忠義衛)

        - 동생 : 박승륜(朴承倫)

## 기타
퇴계의 제자였던 그는 임흘(任屹), 권문해(權文海), 김개국, 김륵, 이여빈, 오운(吳澐)·배응경(裵應褧)·김중청(金中淸) 등의 제자를 배출하여 이황학파의 학맥을 이어갔으며, 일부 제자들은 임진왜란 때 의병장으로 활동하였다. 정치적으로는 동인-남인으로 이어지는 계보를 형성하기도 했다.

### 사상적 측면
그는 퇴계의 성리설(性理說)을 이어받아 심학(心學)의 측면을 강조하였고, 이와 기에 관해서는 이기이원론(理氣二元論)의 견해를 계승하였다.

## 저서
- 소고집
- 성리유선(性理類選)
- 공문심법유취(孔門心法類聚)
- 강목심법(綱目心法)
- 사례변해(四禮辨解)
- 의례강록(儀禮講錄)
- 천문도(天文圖)

## 같이 보기
- 이황
- 조식
- 동인
- 김륵
- 김개국
- 이여빈
- 장여화